# توني كاي (مخرج)
توني كاي (بالإنجليزية: Tony Kaye)‏ هو مخرج ومنتج أفلام بريطاني ولد بتاريخ 8 يوليو 1952 في لندن.

## أعماله
اخرج عدة أفلام ابرزها التاريخ الأمريكي إكس وإنفصال.

## وصلات خارجية
- توني كاي على موقع IMDb (الإنجليزية)
- توني كاي على موقع ألو سيني (الفرنسية)
- توني كاي على موقع أول موفي (الإنجليزية)
- توني كاي على موقع قاعدة بيانات الأفلام السويدية (السويدية)
- توني كاي على موقع قاعدة بيانات الفيلم (الإنجليزية)
- توني كاي على موقع كينوبويسك (الروسية)

صفحته على IMDb